# IC 1623/1
IC 1623/1 је галаксија у сазвијежђу Кит која се налази на листи објеката дубоког неба у Индекс каталогу.
Деклинација објекта је - 17° 30' 24" а ректасцензија 1h 7m 46,8s. Привидна величина (магнитуда) објекта IC 1623 износи 13,9 а фотографска магнитуда 14,5. IC 16231 је још познат и под ознакама IC 1623A, ESO 541-23, MCG -3-4-3, PGC 4008, VV 114, ARP 236, PGC 4007.